# Friedhof Bohnsdorf

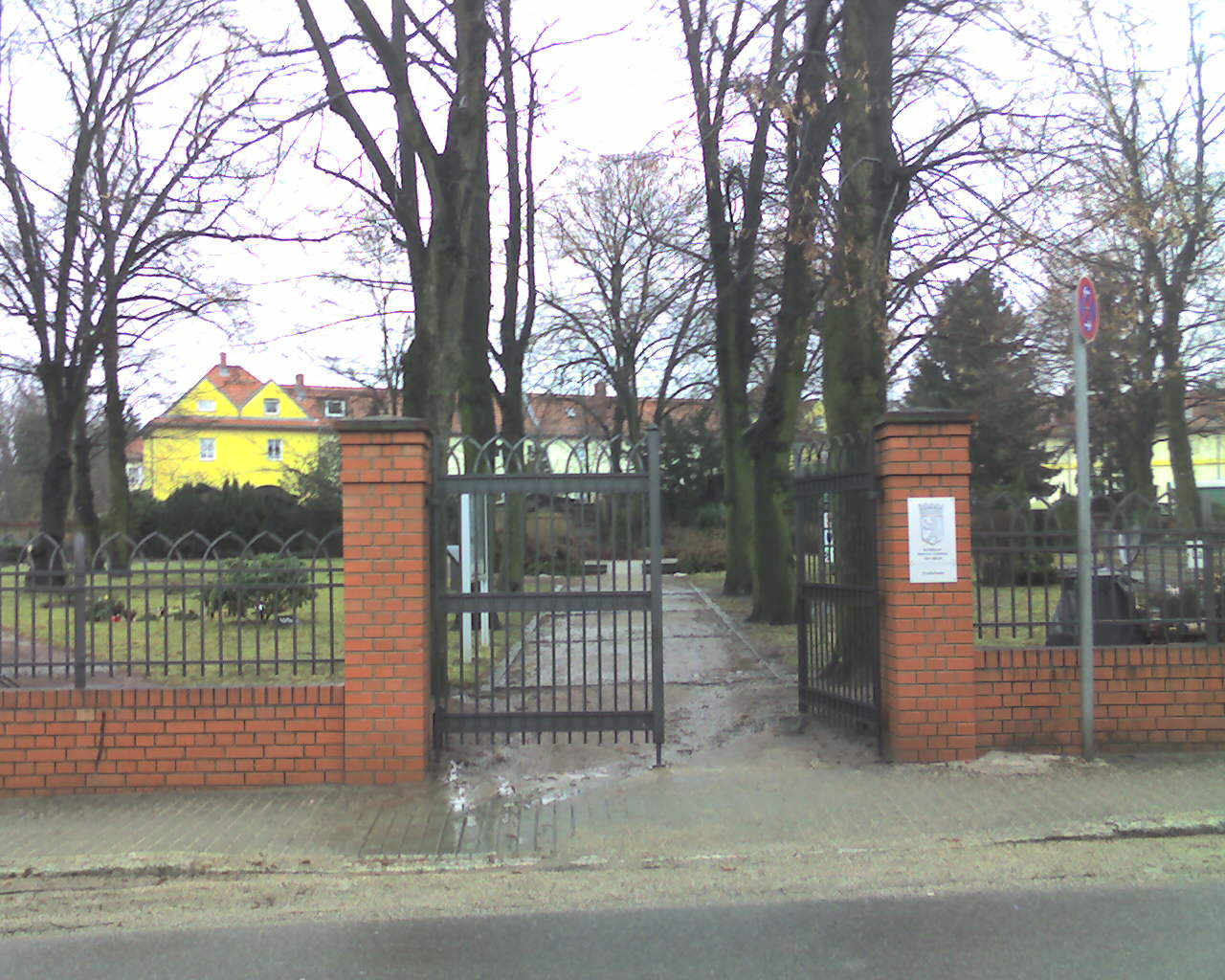
Eingangsbereich zum Friedhof

Der (Städtische) Friedhof Bohnsdorf befindet sich an der Buntzelstraße Ecke Parchwitzer Straße im Berliner Bezirk Treptow-Köpenick, Ortsteil Bohnsdorf. Mit einer Fläche von 5.657 m² gehört er zu den kleineren Berliner Friedhöfen. Der 1851 angelegte Friedhof war von 1980 bis 1990 geschlossen.

## Geschichte
Die 1375 erstmals urkundlich erwähnte Gemeinde Bohnsdorf verfügte viele Jahrhunderte lang über einen um die Dorfkirche gelegenen Kirchhof als Bestattungsort. Dieser wurde nach 1850 aufgegeben und dann später (1880) eingeebnet. Ab 1851 entstand in Sichtweite zur Dorfkirche der heute noch bestehende Begräbnisplatz als zunächst evangelischer Friedhof.
Mit der Errichtung einer Wohnsiedlung der Arbeiter-Genossenschaft „Paradies“ ab 1908 wuchs die Bevölkerung Bohnsdorfs rapide an, so dass die bisherige Fläche nicht mehr ausreichte. Eine angrenzende Parzelle von 2,55 Hektar wurde durch die evangelische Kirchengemeinde zur Erweiterung der Anlage erworben.
1908 erhielt der Friedhof nach Plänen des Maurermeisters Franz Noack eine mit nur zwölf Sitzplätzen ausgestattete Feierhalle. 1915 wurde aufgrund der aufkommenden Feuerbestattung erstmals auch ein Gräberfeld für Urnenbestattungen angelegt. Nach der Eingemeindung von Bohnsdorf in Groß-Berlin 1920 wurde der evangelische Friedhof in kommunale Verwaltung überführt.
Mit dem Zweiten Weltkrieg erwies sich die Fläche abermals als nicht ausreichend, bot aber aufgrund der fortgeschrittenen Bebauung in der Umgebung auch keine Erweiterungsmöglichkeiten mehr. Die evangelische Kirchengemeinde entschied daher 1949 einen neuen, zweiten Friedhof anzulegen. Es entstand zusätzlich zum historischen „Städtischen Friedhof Bohnsdorf“ am Ende der damaligen Straße 956 (heute Kleine Waldstraße), nahe der Grenze zu Schönefeld, auf 4,23 Hektar mit einer modernen Trauerhalle der „Evangelische Waldfriedhof Bohnsdorf“, der am 27. Oktober 1949 durch Pfarrer Walter Schulz feierlich eingeweiht wurde.
Der neue Waldfriedhof hatte allerdings nur 14 Jahre Bestand. Die erforderlich gewordene Erweiterung des Flughafens Schönefeld durch eine neue Landebahn führte zur Enteignung der kirchlichen Fläche durch die DDR-Behörden. 873 angelegte Gräber mussten 1963 geräumt werden. Ein Großteil der Gräber wurde auf den Waldfriedhof Grünau umgebettet, die Trauerhalle abgerissen. Das große eichene Kreuz aus der Trauerhalle bekam in Erinnerung an den Evangelischen Waldfriedhof Bohnsdorf einen neuen Standort vor der Bohnsdorfer Dorfkirche.
1975 wurde auf dem Städtischen Friedhof Bohnsdorf die kleine Feierhalle von 1908 baupolizeilich gesperrt. Von Seiten der Stadtbezirksverwaltung Treptow wurden keine finanzielle Mittel für die Sanierung bereitgestellt, so dass 1980 der Abriss erfolgte.
1980 wurde auch die Aufgabe des Bohnsdorfer Friedhofs beschlossen. Bis 1989 fanden nur noch vereinzelte Urnenbeisetzungen in bestehenden Erbbegräbnissen statt.
1990 kam es nach wiederholten Forderungen aus der Bohnsdorfer Bevölkerung zu einer Wiedereröffnung der Anlage als Begräbnisplatz für Erd- und Urnenbestattungen. Ende der 1990er Jahre wurde der bis dahin zum Teil verwilderte Friedhof wieder in einen gepflegten Zustand versetzt.

## Besonderheiten der Anlage

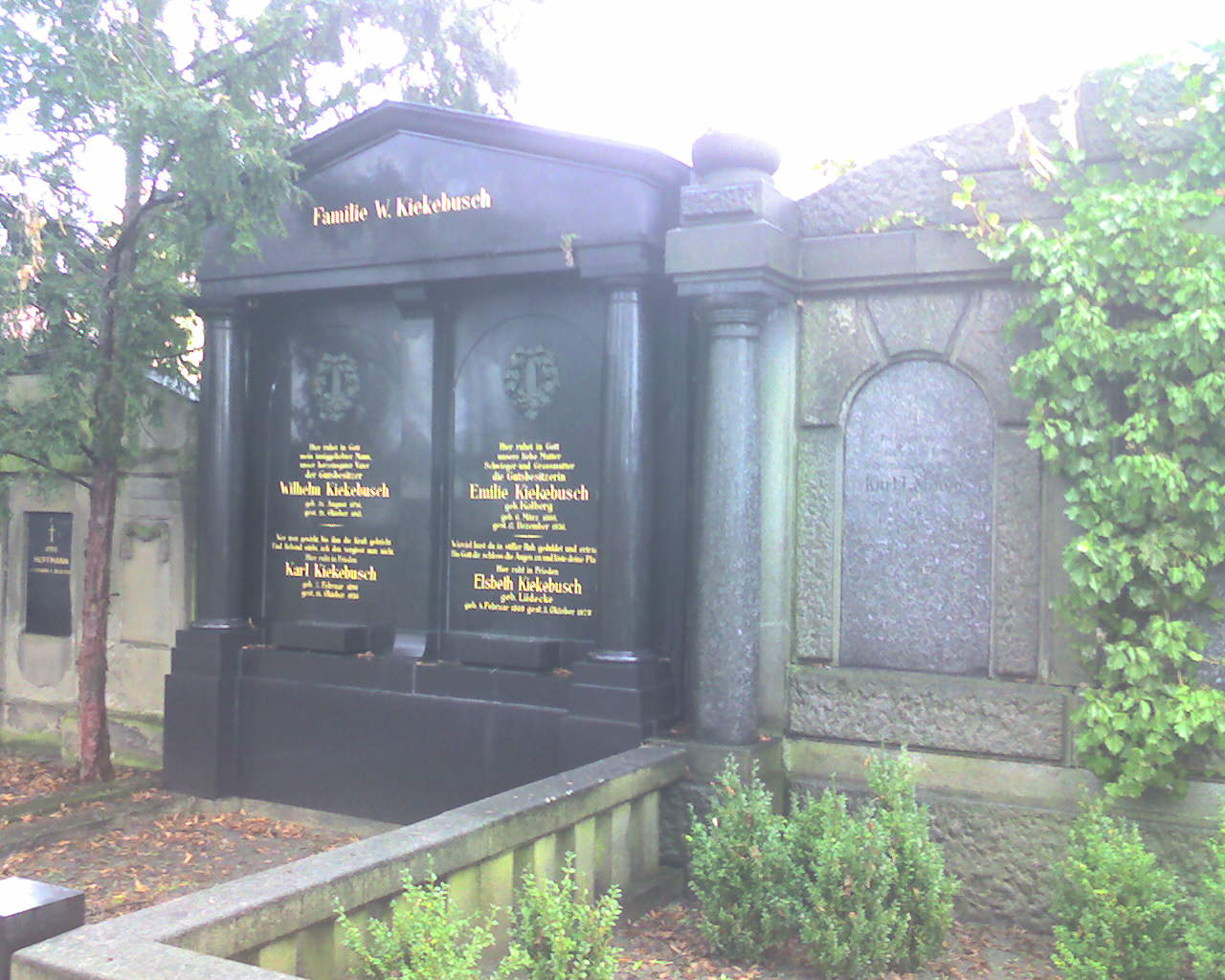
Grabmal der Gutsbesitzerfamilie Kiekebusch

Im Osten und Süden der Anlage finden sich entlang der Friedhofsmauer sehr alte Erbbegräbnisse, die unter Denkmalschutz stehen. Erwähnenswert sind die Grabmäler für den Baumeister der heute nicht mehr vorhandenen Feierhalle Franz Noack (1869–1937) sowie die der früheren Gutsbesitzerfamilien Kiekebusch und Lahmert.
Darüber hinaus sind mehrere Kriegsgräber vorhanden, hierunter eines für die vier im Ersten Weltkrieg gefallenen Söhne des letzten Gutsbesitzers Lahmert.
An den Umriss der früheren Feierhalle erinnert heute ein kleiner blumenbepflanzter Ruheplatz mit Bänken und den Stufen, die einst in das Gebäude führten.